# Ana Radović
Ana Radović född den 21 augusti 1986 i Sarajevo, är en montenegrinsk tidigare handbollsspelare.

## Klubblagskarriär
Radović spelade först för ŽRK Medicinar Šabac och flyttade till ŽRK Budućnost i oktober 2005.  Med Budućnost vann cupvinnarcupen i handboll 2006 och 2010 och EHF Champions League 2012 Hon blev mästere i Montenegro och vann cupen 2006, 2007, 2008, 2009, 2010, 2011 och 2012. Sommaren 2012 skrev hon på ett kontrakt med den danska klubben KIF Vejen.  Ett år senare gick hon tillbaka till den serbiska klubben ŽRK Medicinar Šabac. I oktober 2016 gjorde Radović 21 mål i en ligamatch och satte ett nytt rekord för flest mål i en match i den serbiska högstaligan.  Hon avslutade sin spelarkarriär efter säsongen 2017–2018.

## Landslagskarriär
Radović spelade för Montenegros damlandslag i handboll. Hon representerade Montenegro vid världsmästerskapet i handboll för damer 2011 i Brasilien. Sommaren 2012 deltog Radović med Montenegro vid  de olympiska handbollstävlingarna 2012 i London, där hon vann  OS-silver i damernas turnering